# Ethel Barrymore
Ethel Barrymore (Filadèlfia, 15 d'agost de 1879 - Los Angeles, 18 de juny de 1959) era una actriu de teatre i cinema estatunidenca, membre de la coneguda família Barrymore.

## Primers anys
Ethel Barrymore, nascuda com a Ethel Mae Blythe a Filadèlfia, Pennsilvània, fou la segona filla dels actors Maurice Barrymore (el nom real del qual era Herbert Blythe) i Georgiana Drew. Va passar la seva infantesa a Filadèlfia, mentre anava a escoles catòliques, excepte els dos anys que va viure amb tota la família a Londres.
Era la germana dels actors John Barrymore i Lionel Barrymore, la tia de l'actor John Drew Barrymore, i la bestia de l'actriu Drew Barrymore. Era també la neboda de l'ídol de Broadway John Drew Jr.

## Carrera
Ethel Barrymore va ser una actriu ben considerada al teatre a Nova York i una artista important de Broadway. Molts avui consideren que és l'actriu més gran de la seva generació.
Ethel va fer el seu debut professional a la ciutat de Nova York el 1894 en una companyia dirigida per la seva àvia, Louisa Lane Drew. Al 1895, en una obra anomenada The Imprudent Young Couple, que protagonitzava el seu oncle John Drew Jr i Maude Adams. Va aparèixer altre cop amb Drew i Adams el 1896 a  Rosemary. Va fer el paper de Nora a A Doll's House d'Ibsen (1905), i el de Julieta Capuletto a Romeo and Juliet, de Shakespeare (1922).

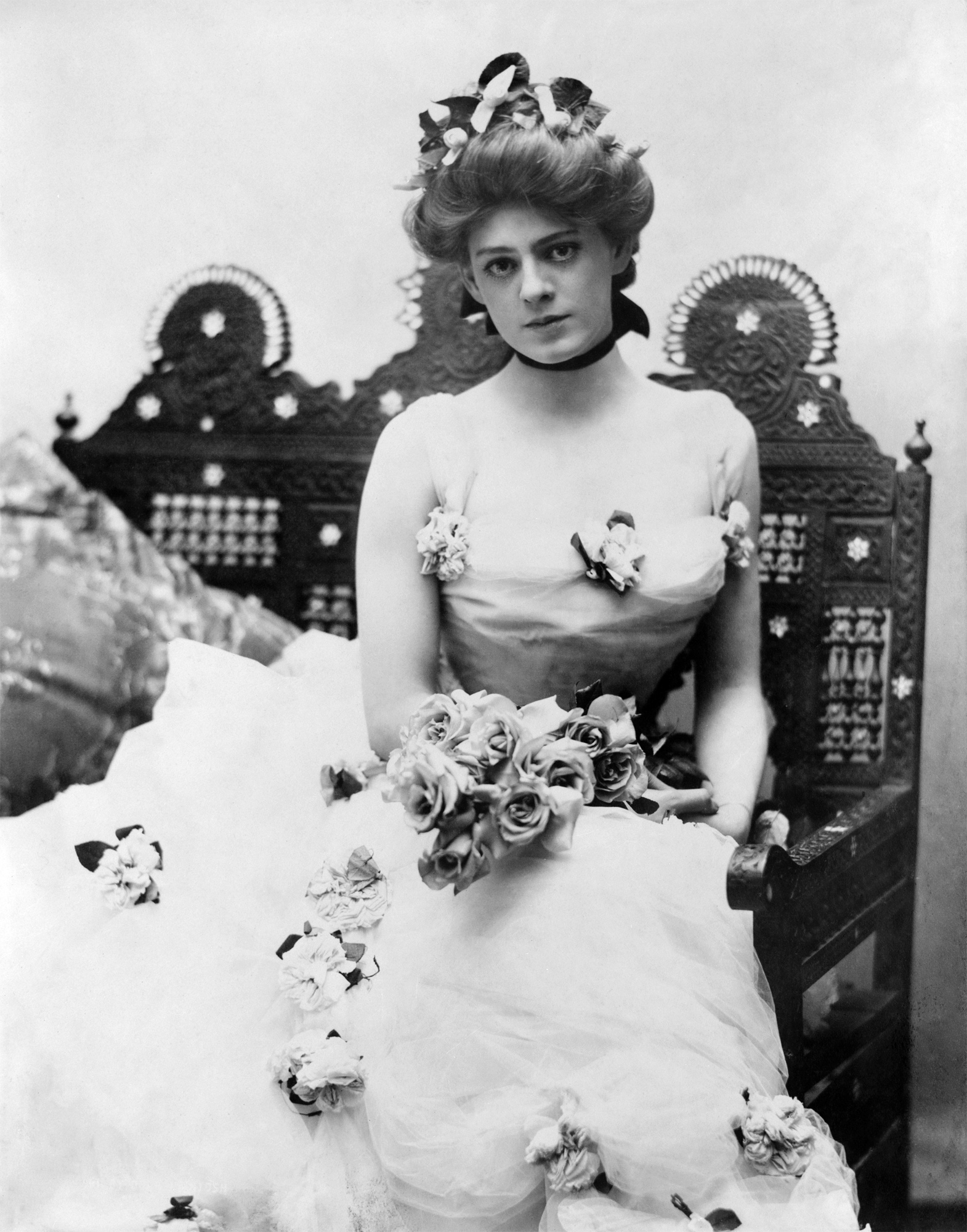
Ethel Barrymore el 1896

 Va ser també seguidora de l'Actors' Equity Association i va tenir un paper important a la vaga de 1919. El 1926, va marcar un dels seus èxits més grans com la cònjuge sofisticada d'un marit que flirtejava a la comèdia de W. Somerset Maugham, The Constant Wife. El juliol de 1934 va fer de protagonista a l'obra Laura Garnett , de Leslie i Sewell Stokes, a Dobbs Ferry, Estat de Nova York.

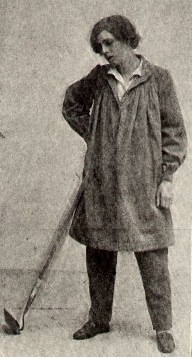
Barrymore interpretant el paper d'home Carrots a l'obra del mateix nom

Barrymore era una admiradora de beisbol i boxa. La seva admiració per la boxa va acabar quan presenciava com a espectadora la brutalitat del 4 de juliol de 1919, al combat on Dempsey va trencar la mandíbula de Jess Willard i va fer pols unes quantes de les seves dents. Ethel va prometre no anar mai més a cap combat de boxa encara que miraria més tard boxa a la televisió.
Va fer la seva primera pel·lícula el 1914 i, durant els anys 1940, va anar a Hollywood. Les úniques dues pel·lícules que presentaven els tres germans -Ethel, John i Lionel Barrymore van ser National Red Cross Pageant (1917) i Rasputin and the Empress (1932). Aquesta darrera pel·lícula s'ha perdut.
Va guanyar l'Oscar a la millor actriu secundària pel seu paper a la pel·lícula de 1944 Un cor en perill amb Cary Grant. El 22 de març de 2007, el seu Oscar es posava a la venda a eBay.
Va fer pel·lícules clàssiques com L'escala de cargol (1946) dirigida per Robert Siodmak, The Paradine Case (1947) dirigida per Alfred Hitchcock, Retrat de Jennie (1948), Pinky (1949), Kind Lady (1951), i Young at Heart (1954). La seva última aparició al cinema va ser a Johnny Trouble (1957). També va sortir a la televisió durant els anys 1950, incloent-hi una memorable trobada amb el comediant Jimmy Durante a All Star Revue a la NBC l'1 de desembre de 1951.

## Vida privada
Ethel es va casar amb Russell Griswold Colt (1882-1959), renebot del fabricant d'armes americà Samuel Colt (1814-1862), el 14 de març de 1909. La parella havia estat presentada pel seu germà John. Van tenir tres fills: l'actriu/cantant Ethel Barrymore Colt (1912-1977), que va debutar a Broadway amb Follies de Stephen Sondheim; Samuel Colt (1909-1986), i John Drew Colt (1913-1975). El seu matrimoni amb Colt va ser precari des del començament, quan Ethel va guardar els papers de divorci el 1911, per sorpresa de Russell. Com a mínim una font afirma que insultava Ethel i també que Colt tenia un fill amb una altra dona. Es van divorciar el 1923 i, bastant sorprenentment, no va demanar pensió alimentària a Colt, com tenia dret. Ella, devota catòlica, mai no es va tornar a casar, encara que la seva creença religiosa no fos el motiu. Va tenir relacions platòniques amb uns altres actors, com Henri Daniell i Louis Calhern.

## Mort
Ethel Barrymore va morir de malaltia cardiovascular el 1959, a casa seva a Hollywood, Califòrnia, després d'haver viscut durant molts anys amb una malaltia del cor. Li faltaven dos mesos pel seu 80è aniversari. Se la va enterrar al Calvary Cemetery, Los Angeles Est. L'Ethel Barrymore Theatre a la ciutat de Nova York va rebre aquest nom després de la seva mort.

## Filmografia

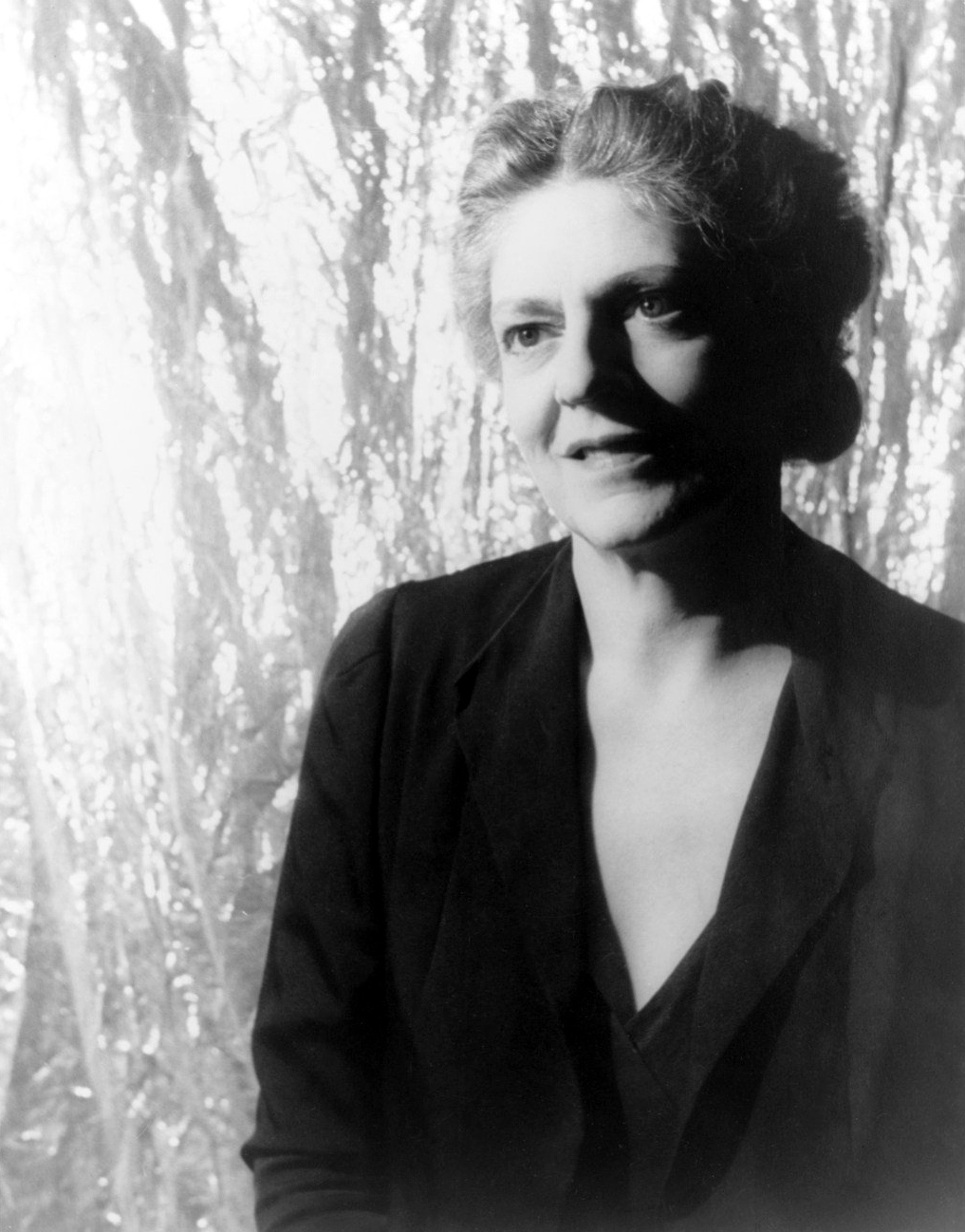
Ethel Barrymore per Carl Van Vechten (12 de desembre de 1937).

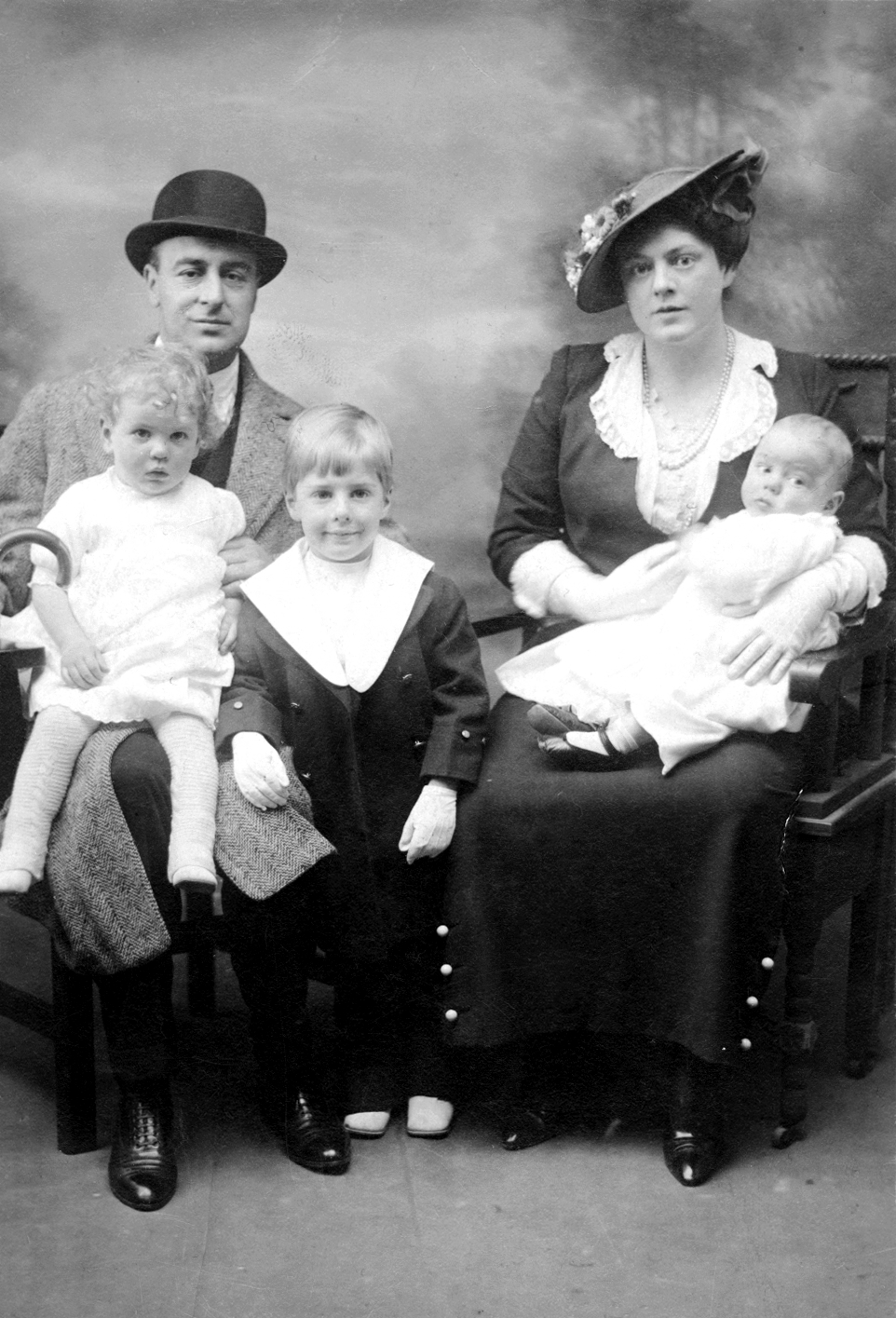
Ethel Barrymore, el seu marit Russell Griswold Colt i els seus tres fills, cap al 1914.

- 1914: The Nightingale, d'Augustus E. Thomas
- 1915: The Final Judgment, d'Edwin Carewe
- 1916: The Kiss of Hate, de William Nigh
- 1916: The Awakening of Helena Ritchie, de John W. Noble
- 1917: The White Raven, de George D. Baker
- 1917: The Call of Her People, de John W. Noble
- 1917: The Greatest Power, d'Edwin Carewe et Edward LeSaint
- 1917: The Lifted Veil, de George D. Baker
- 1917: Life's Whirlpool, de Lionel Barrymore
- 1917: The Eternal Mother, de Frank Reicher
- 1917: An American Widow, de Frank Reicher
- 1917: National Red Cross Pageant, de Christy Cabanne
- 1918: Our Mrs. McChesney, de Ralph Ince
- 1919: The Divorcee, de Herbert Blaché
- 1926: Camille
- 1932: Rasputin and the Empress, deRichard Boleslawski
- 1933: All at Sea, de E.H. Kleinert (curtmetratge)
- 1944: Un cor en perill (None but the Lonely Heart), de Clifford Odets
- 1946: L'escala de cargol (The Spiral Staircase), de Robert Siodmak
- 1947: The Farmer's Daughter, de H.C. Potter
- 1947: Moss Rose, de Gregory Ratoff
- 1947: The Paradine Case, d'Alfred Hitchcock
- 1948: Night Song, de John Cromwell
- 1948: Moonrise, de Frank Borzage
- 1948: Retrat de Jennie (Portrait of Jennie), de William Dieterle
- 1949: Suspense, de Robert Mulligan (sèrie TV)
- 1949: The Great Sinner, de Robert Siodmak
- 1949: That Midnight Kiss, de Norman Taurog
- 1949: The Red Danube, de George Sidney
- 1949: Pinky, d'Elia Kazan
- 1950: NBC Opera Theater, de Kirk Browning i Charles Polachek (sèrie TV)
  - Die Fledermaus (1950)
- 1951: Kind Lady, de John Sturges
- 1951: The Secret of Convict Lake, de Michael Gordon
- 1951: It's a Big Country, de Clarence Brown, Don Hartman, John Sturges…
- 1952: Deadline - U.S.A., de Richard Brooks
- 1952: Just for You, d'Elliott Nugent
- 1952: Hollywood Opening Night, de Richard Irving (sèrie TV)
  - Mysterious Ways (1952)
- 1953: The Story of Three Loves, de Vincente Minnelli i Gottfried Reinhardt
- 1954: Climax! (sèrie TV)
  - The Thirteenth Chair, d'Allen Reisner (1954)
- 1954: Young at Heart, de Gordon Douglas
- 1955: General Electric Theater (sèrie TV)
  - Prosper's Old Mother (1955)
- 1956: Playhouse 90 (sèrie TV)
  - Eloise, de John Frankenheimer (1956)
- 1957: Johnny Trouble, de John H. Auer